# Wybory parlamentarne w Armenii w 1919 roku
Wybory parlamentarne w Armenii odbyły się pomiędzy 21 a 23 czerwca 1919 roku. Były to pierwsze i zarazem ostatnie wybory w Demokratycznej Republice Armenii. Zwyciężyła w nich Armeńska Federacja Rewolucyjna, która otrzymała 72 z 80 miejsc w parlamencie. Frekwencja wyborcza wyniosła 71,2%.

## Wyniki
| Nazwa partii                                  | Głosy   | Procent | Mandaty |
| --------------------------------------------- | ------- | ------- | ------- |
| Armeńska Federacja Rewolucyjna (ARF)          | 230 772 | 89,0    | 72      |
| Partia Socjalistów-Rewolucjonistów (Eserowcy) | 13 289  | 5,1     | 4       |
| Azerowie                                      | 9187    | 3,5     | 3       |
| Niezależna Unia Chłopów                       | 4224    | 1,3     | 1       |
| Kurdowie                                      | 1305    | 0,5     | 0       |
| Ormiańska Partia Populistyczna                | 481     | 0,2     | 0       |
| Asyryjczycy                                   | 173     | 0,0     | 0       |
| Suma                                          | 259 431 | 100     | 80      |